# Mandy Bujold
Pour les articles homonymes, voir Bujold.
Mandy Bujold est une boxeuse canadienne née le 25 juillet 1987 à Cobourg, Ontario.

## Carrière
Sa carrière est principalement marquée par deux médailles d'or remportées dans la catégorie poids mouches aux Jeux Panaméricains de 2011 à Guadalajara et à ceux de Toronto en 2015.
En décembre 2019, Bujold a remporté le tournoi de qualification olympique canadien. Elle devait participer à l’événement de qualification des Jeux olympiques d’été de 2020 en mai 2021, avant que l’événement ne soit annulé en raison de la pandémie de COVID-19. Par conséquent, le Comité international olympique (CIO) a plutôt choisi d’examiner les résultats de 2018 et 2019, ce qui signifie que Bujold n’a pas été prise en considération, car elle était enceinte et était en congé de maternité pendant cette période. Bujold après une réclamation auprès du CIO qui n'a pas abouti, a porté réclamation devant la Tribunal arbitral du sport (TAS); le 30 juin 2021, le TAS lui a accordé une place aux Jeux, ce qui a été confirmé par le CIO le 3 juillet 2021. 

## Palmarès

### Jeux panaméricains
- Jeux Panaméricains de 2015 à Toronto ( Canada)
  -  Médaille d'or -51 kg.
- Jeux Panaméricains de 2011 à Guadalajara ( Mexique)
  -  Médaille d'or -52 kg.